# 萊因氏毛鼻鯰
萊因氏毛鼻鯰，為輻鰭魚綱鯰形目毛鼻鯰科的其中一種。分布於南美洲巴西舊金山河流域，體長可達6.5公分。

## 扩展阅读
維基物種上的相關：萊因氏毛鼻鯰